# Премия «Давид ди Донателло» за лучший короткометражный фильм
Премия «Давид ди Донателло» за лучшую женскую роль второго плана (итал. David di Donatello per il miglior cortometraggio) — один из призов национальной итальянской кинопремии «Давид ди Донателло».

## Победители и номинанты

### 1990-е
- 1997
  - Без слов режиссёр Антонелло Де Лео

- 1998
  - La matta dei fiori, режиссёр Роландо Стефанелли
  - Asino chi legge, режиссёр Пьетро Реджани
  - Spalle al muro, режиссёр Нина Ди Маджо

- 1999
  - Quasi fratelli, режиссёр Франческо Фаласки
  - Fuochino, режиссёр Карлотта Черкуетти
  - Incantesimo napoletano, режиссёр Паоло Дженовезе и Лука Миньеро
  - Tanti auguri, режиссёр Джулио Манфредония

### 2000-е
- 2000
  - Monna Lisa, режиссёр Маттео дель Бо
  - Tipota, режиссёр Фабрицио Бентивольо
  - Per sempre, режиссёр Кьяра Казелли

- 2001
  - Gavetta, режиссёр Крэйг Белл
  - Cecchi Gori Cecchi Gori?, режиссёр Рокко Папалео

- 2002
  - Non dire gatto, режиссёр Джорджо Тирабасси
  - La storia chiusa, режиссёр Эмилиано Корапи
  - Un paio di occhiali, режиссёр Карло Дамаско

- 2003
  - Racconto di guerra, режиссёр Марио Амура (ex aequo)
  - Rosso fango, режиссёр Паоло Амели (ex aequo)
  - Radioportogutenberg, режиссёр Алессандро Ваннуччи
  - Regalo di Natale, режиссёр Даниэль Де Плано
  - Space off, режиссёр Тино Франко

- 2004
  - Sole, режиссёр Мишель Каррильо (ex aequo)
  - Zinanà, режиссёр Пиппо Меццапеса (ex aequo)
  - Aspettando il treno, режиссёр Кэтрин Мак Гилврей
  - Interno 9, режиссёр Давид Дель Деган
  - Un amore possibile, режиссёр Аманда Сандрелли

- 2005
  - Aria, режиссёр Клаудио Ноче (ex aequo)
  - Lotta libera, режиссёр Стефано Виали (ex aequo)
  - Mio fratello Yang, режиссёр Джанлука Де Серио и Массимилиано Де Серио
  - O' guarracino, режиссёр Микеланджело Форнаро
  - Un refolo, режиссёр Джованни Арканджели

- 2006
  - Un inguaribile amore, режиссёр Джованни Ковини
  - Codice a sbarre, режиссёр Ивано Де Маттео
  - Dentro Roma, режиссёр Франческо Костабайл
  - Tanalibera tutti, режиссёр Вито Пальмиери
  - Zakaria, режиссёр Джанлука Де Серио и Массимилиано Де Серио

- 2007
  - Meridionali senza filtro, режиссёр Мишель Биа
  - Armando, режиссёр Массимилиано Камаити
  - La cena di Emmaus, режиссёр Хосе Корвалья
  - Solo cinque minuti, режиссёр Филиппо Солди
  - Travaglio, режиссёр Леле Бискуззи

- 2008
  - Uova, режиссёр Алессандро Челли
  - Adil & Yusuf, режиссёр Клаудио Ноче
  - Il bambino di Carla, режиссёр Эмануэла Росси
  - Ora che Marlene, режиссёр Джиованна Назарена Сильвестри
  - Tramondo, режиссёр Джакоммо Агнетти и Давиде Баззали

- 2009
  - L’arbitro, режиссёр Паоло Зукка
  - L’amore è un gioco, режиссёр Андреа Роветта
  - Bisesto, режиссёр Джованни Эспозито и Франческо Приско
  - Cicatrici, режиссёр Эрос Ачиарди
  - La Madonna della frutta, режиссёр Паоло Ранди

### 2010-е
- 2010
  - Passing Time, режиссёр Лаура Биспури
  - L’altra metà, режиссёр Пиппо Меццапеса
  - Buonanotte, режиссёр Риккардо Банфи
  - Nuvole, mani, режиссёр Симон Масси
  - Uerra, режиссёр Паоло Сассанелли

- 2011
  - Jody delle giostre, режиссёр Адриано Сфорци
  - Io sono qui, режиссёр Марио Пиредда
  - Caffè Capo, режиссёр Андреа Дзаккарьелло
  - Salvatore, режиссёр Бруно Урсо и Фабрицио Урсо
  - Stand By Me, режиссёр Джузеппе Марко Альбано

- 2012
  - Dell’ammazzare il maiale, режиссёр Симона Масси
  - Ce l’hai un minuto?, режиссёр Алессандро Бардани и Люка Ди Просперо
  - Cusutu n' coddu — Cucito addosso, режиссёр Джованни Ла Парола
  - L’estate che non viene, режиссёр Паскуале Марино
  - Tiger Boy, режиссёр Габриеле Майнетти[англ.]

- 2013
  - L’esecuzione, режиссёр Энрико Яннакконе
  - Ammore, режиссёр Паоло Сассанелли
  - Cargo, режиссёр Карло Сирони
  - Preti, режиссёр Астутилло Смериглия
  - Settanta, режиссёр Пиппо Меццапеса

- 2014
  - 37°4 S, режиссёр Адриано Валерио
  - A passo d’uomo, режиссёр Джованни Алой
  - Bella di notte, режиссёр Паоло Зукка
  - Lao, режиссёр Gabriele Сабатино Нардис
  - Non sono nessuno, режиссёр Франческо Сегре

- 2015
  - Thriller, режиссёр Джузеппе Марко Альбано
  - Due piedi sinistri, режиссёр Изабелла Сальветти
  - L'errore, режиссёр Брандо Де Сика
  - La valigia, режиссёр Пьер Паоло Паганелли
  - Sinuaria, режиссёр Роберто Карта

- 2016
  - Bellissima режиссёр Алессандро Капитани
  - A metà luce 2016 режиссёр Анна Джиганте
  - Dove l'acqua con altra acqua si confonde режиссёр Джанлука Манджаскиутти и Массимо Лой
  - La ballata dei senzatetto режиссёр Моника Манганелли
  - Per Anna режиссёр Андреа Дзулиани

- 2017
  - A casa mia, режиссёр Мари Пиредда
  - Ego, режиссёр Лоренца Индовина
  - Mostri, режиссёр Адриано Джотти
  - Simposio suino in re minore, режиссёр Франческо Филиппини
  - Viola, Franca, режиссёр Марта Савина

- 2018
  - Бисмиллах Bismillah, режиссёр Алессандро Гранде
  - День / La giornata, режиссёр Пиппо Медзапеса
  - Конфино / Confino, режиссёр Нико Бономоло
  - Mezzanotte zero zero, режиссёр Никола Конверса
  - Pazzo & Bella, режиссёр Марчелло Ди Ното

- 2019
  - Frontiera, режиссёр Алессандро Ди Грегорио
  - Il nostro concerto, режиссёр Франческо Пирас
  - Im Bären, режиссёр Лилиан Сассанелли
  - Magic Alps, режиссёр Андреа Бруса и Марко Скотуцци
  - Yousef, режиссёр Мухаммед Хоссамелдин

### 2020-е
- 2020
  - Inverno, режиссёр Джулио Мастромауро
  - Baradar, режиссёр Беппе Туфаруло
  - Il nostro tempo, режиссёр Вероника Спедикати
  - Mia sorella, режиссёр Саверио Каппелло
  - Unfolded, режиссёр Кристина Пикки